# Adapsilia gratiosa
Adapsilia gratiosa är en tvåvingeart som beskrevs av Paramonov 1958. Adapsilia gratiosa ingår i släktet Adapsilia och familjen Pyrgotidae. Inga underarter finns listade i Catalogue of Life.